# Kułakowszczyzna (obwód grodzieński)
Kułakowszczyzna (biał. Кулакоўшчына; ros. Кулаковщина) – wieś na Białorusi, w obwodzie grodzieńskim, w rejonie grodzieńskim, w sielsowiecie Podłabienie.
Dawniej wieś i folwark. W dwudziestoleciu międzywojennym wieś leżała w Polsce, w województwie białostockim, w powiecie augustowskim.